# Grand Loop Road
Die Grand Loop Road bildet das primäre Straßennetz des Yellowstone-Nationalparks im Nordwesten des US-Bundesstaates Wyoming. Das 230 km lange Straßensystem, das 2003 als Grand Loop Historic District in das National Register of Historic Places aufgenommen wurde, wurde ursprünglich von Captain Hiram M. Chittenden vom US Army Corps of Engineers in den frühen Tagen des Nationalparks geplant, als der Park noch unter Militärverwaltung stand. Heutzutage bildet die Grand Loop Road gewissermaßen eine annähernd in Form einer Acht verlaufende Verbindung der hier unsignierten U.S. Highways 20, 89, 191 und 287 im Zentrum des Nationalparks, die nahezu alle Siedlungen und Sehenswürdigkeiten des Parks miteinander verbindet.
Unmittelbar angrenzend an die Grand Loop Road liegen eine Reihe weiterer Historic Districts, darunter Mammoth Hot Springs, North Entrance Road, Roosevelt Lodge, Lake Fish Hatchery und Old Faithful. Benannt wurde das Straßensystem im Jahr 1923 von Harry W. Frantz, der als Publizist des Yellowstone-Nationalparks fungierte, bevor er eine Karriere als Journalist begann.

## Geschichte
Der Bau der Grand Loop Road fand über einen Zeitraum von mehreren Jahrzehnten statt, beginnend im Jahr 1872, dem Jahr der Gründung des Yellowstone-Nationalparks. Im Jahr 1872 gab es zwei mögliche Routen in den Nationalpark: Entweder man fuhr mit der Union Pacific Railway nach Corrine, Utah, und legte dann eine Etappe auf der Montana Stage Line nach Virginia City, zurück; oder man fuhr auf dem Missouri River nach Fort Benton und reiste von dort weiter nach Bozeman oder Virginia City. Zwischen 1872 und 1873 führte die letzte Etappe der Reise über sehr holprige Wege in den Yellowstone hinein, entweder vom Nordeingang durch den Yankee Jim Canyon nach Mammoth Hot Springs oder durch den Westeingang über den Madison Canyon zum Unteren Geysir-Becken.
Während der folgenden fünf Jahre leitete der Schriftsteller und Teilnehmer der Washburn-Expedition, Nathaniel P. Langford, als ehrenamtlicher Superintendent den Park und erkannte schon früh das Potential des Parks als Ziel für Reisende aus den gesamten Vereinigten Staaten sowie aus dem Ausland. Die durch den Zustand der Straßen und die Erhebung von Mautgebühren für Touristen verursachte Situation beunruhigte Langford. Er schrieb mehrere Briefe an die Regierung, in denen er darstellte, wie der Park mit einem gut ausgebauten Straßensystem der Regierung beträchtliche Einnahmen bescheren könnte. Sein Nachfolger als Superintendent war Philetus Walter Norris, der im Jahr 1877 ernannt wurde. Während seiner Amtszeit sprach der Kongress dem Superintendenten einen Lohn sowie minimale Gelder für die Betreibung des Parks zu. Norris begann daraufhin mit dem Bau der ersten Straßenprojekte im Park.
Zunächst wurde von Norris der Bau einer Wagenstraße von Mammoth Hot Springs über den Henry's Lake, den Tower Fall, Mount Washburn, die Yellowstone Falls und den Yellowstone Lake bis zum Firehole Basin als „dringende Notwendigkeit“ erachtet. Norris war der Meinung, dass diese Route fast alle wichtigen Sehenswürdigkeiten, die bestehenden nördlichen und westlichen Zufahrtsstraßen sowie die südliche Zufahrtsroute miteinander verbinden würde. Norris erkannte, dass viele kurze und einige erhöhte Brücken sowie einige lange Dammwege, insbesondere im schlammigen, oft fast unpassierbaren Tal des Firehole River, notwendig sein würden. Norris trieb den Straßen- und Wegebau in den folgenden Jahren stetig voran, sodass Ende des Jahres 1878 bereits 165 km an Straßen und Wegen und Ende 1879 bereits 380 km Wegenetz vorhanden waren. Durch Philetus Norris wurden mehr als zwei Drittel der heutigen Grand Loop erbaut. Die restlichen Abschnitte wurden im Laufe der Zeit durch spätere Superintendenten hinzugefügt, sodass der heute bestehende Streckenverlauf zu Beginn des 20. Jahrhunderts vervollständigt wurde und damit einen wichtigen Teil zur touristischen Entwicklung des Parks beitragen konnte.

## Streckenverlauf
Alle U.S. Highways, auf denen die Grand Loop Road verläuft, sind innerhalb des Parks nicht signiert oder ausgeschildert und werden gewissermaßen auf Parkstraßen hinabgestuft. Der U.S. Highway 89 trifft, von Gardiner kommend, als North Entrance Road auf die Grand Loop Road, folgt dieser auf ihrer gesamten westlichen Hälfte und führt als South Entrance Road nach Süden aus dem Park heraus. Die U.S. Highways 191 und 287 treffen, von West Yellowstone kommend, als West Entrance Road auf die Grand Loop Road, folgen ihr entlang des südwestlichen Viertels und führen zusammen mit der US 89 als South Entrance Road weiter nach Süden in Richtung Jackson Hole. Der U.S. Highway 20 hingegen trifft ebenfalls in Madison Junction auf die Grand Loop Road, folgt ihr aber in einem Bogen durch den Süden des Parks bis nach Fishing Bridge und führt als East Entrance Road nach Osten aus dem Park heraus in Richtung Cody. Andere U.S. Highways wie die US 212 (von Nordosten als Northeast Entrance Road durch das Lamar Valley kommend) sowie US 14 und US 16 (von Osten als East Entrance Road kommend) enden bzw. beginnen hingegen an der Grand Loop Road.

### Mammoth Hot Springs bis Madison

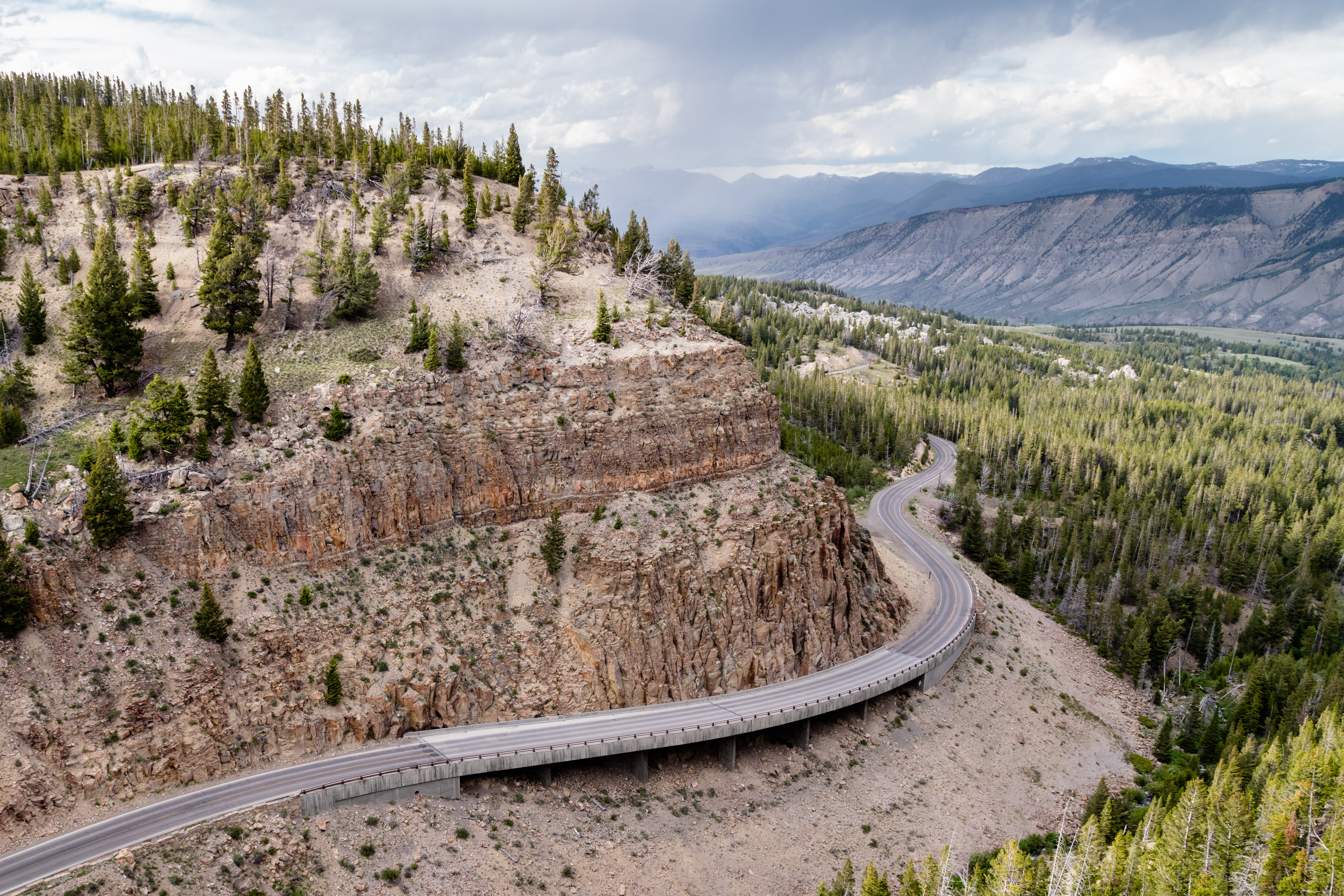
Die Grand Loop Road im Golden Gate Canyon

Die Grand Loop Road „beginnt“ an der Kreuzung mit der North Entrance Road in Mammoth Hot Springs, unweit von Fort Yellowstone, dem heutigen Hauptsitz des Yellowstone-Nationalparks. Die Straße verläuft zunächst in südliche Richtung entlang der Sinterterrassen von Mammoth Hot Springs und führt dann in kurvenreichem Verlauf hinauf in Richtung des Kingman Pass (2170 m). Den Pass zwischen Bunsen Peak und Terrace Mountain erreicht die Grand Loop Road nach Durchqueren des Golden Gate Canyon, in dem bereits 1884 ein erstes Viadukt gebaut wurde. Vom Kingman Pass selbst starten Wanderwege auf den Bunsen Peak oder zu den Osprey Falls. Die Straße verläuft nun durch das alpine Hochplateau Gardners's Hole in der Gallatin Range und dann langsam hinunter in das Tal des Gardner River. Am südlichen Ende des Tals passiert die Straße die Sheepeater Cliffs und überquert den Gardner River auf der historischen Seven Mile Bridge. Die Grand Loop Road folgt nun dem Verlauf des Obsidian Creek durch das Feuchtgebiet Willow Park in den Obsidian Canyon und passiert etwa auf halber Strecke des Canyons das markante Obsidian Cliff. Im weiteren Straßenverlauf werden der Beaver Lake und der Roaring Mountain passiert, bevor die Straße nach einer Passüberquerung dem Verlauf des Nymph Creek entlang der Twin Lakes bis zum Nymph Lake folgt und ab dort hinab in Richtung Norris verläuft. In Norris Junction biegt nach Westen eine Stichstraße zum Norris-Geysir-Becken ab, nach Osten verläuft die Norris Canyon Road bis nach Canyon Village und bildet dabei eine etwa auf halber Strecke gelegene Querachse der Grand Loop Road. Hinter Norris trifft die Straße auf den Gibbon River und folgt ihm, vorbei an den Artist's Paintpots, hinab in das Gibbon Geyser Basin und weiter in den Gibbon Canyon. Dabei werden auch die unmittelbar östlich der Straße gelegenen Gibbon Falls passiert. Weiter flussabwärts fließt der Gibbon River unterhalb des National Park Mountain mit dem Firehole River zusammen, um den Madison River zu bilden. An diesem Punkt – in Madison Junction – zweigt die West Entrance Road ab, die dem Madison River nach Westen aus dem Park bis nach West Yellowstone, Montana, folgt.

### Madison bis West Thumb
Die Grand Loop Road folgt nun dem Tal des Firehole River nach Süden hinauf in das Feuchtgebiet der Fountain Flats. Die Straße passiert mit dem Unteren Geysir-Becken, dem Firehole Lake Drive, dem Mittleren Geysir-Becken und weiter südlich auch dem Oberen Geysir-Becken einige der wichtigsten Sehenswürdigkeiten des Parks. Hinter dem Black Sand Basin zweigt die Old Faithful Road zum Old Faithful Village ab, wo sich auch der Old Faithful Historic District und das Old Faithful Inn befinden. Weiter östlich folgt die Grand Loop Road nochmals dem Firehole River, passiert die Kepler Cascades, und verläuft dann durch bewaldetes Gebiet bis zur kontinentalen Wasserscheide hinauf, die am 2518 m hohen Craig Pass sowie nochmals an einem unbenannten, weiter östlich gelegenen Pass, überquert wird. Im weiteren Verlauf führt die Straße hinunter nach West Thumb mit dem West Thumb Geysir-Becken am Ufer des Yellowstone Lake. Hier erreicht die Grand Loop Road ihren südlichsten Punkt und zweigt nach Nordosten ab, während die South Entrance Road in südliche Richtung aus dem Park heraus und über den John D Rockefeller, Jr. Memorial Parkway in den Grand-Teton-Nationalpark und weiter durch Jackson Hole verläuft.

### West Thumb bis Canyon Village

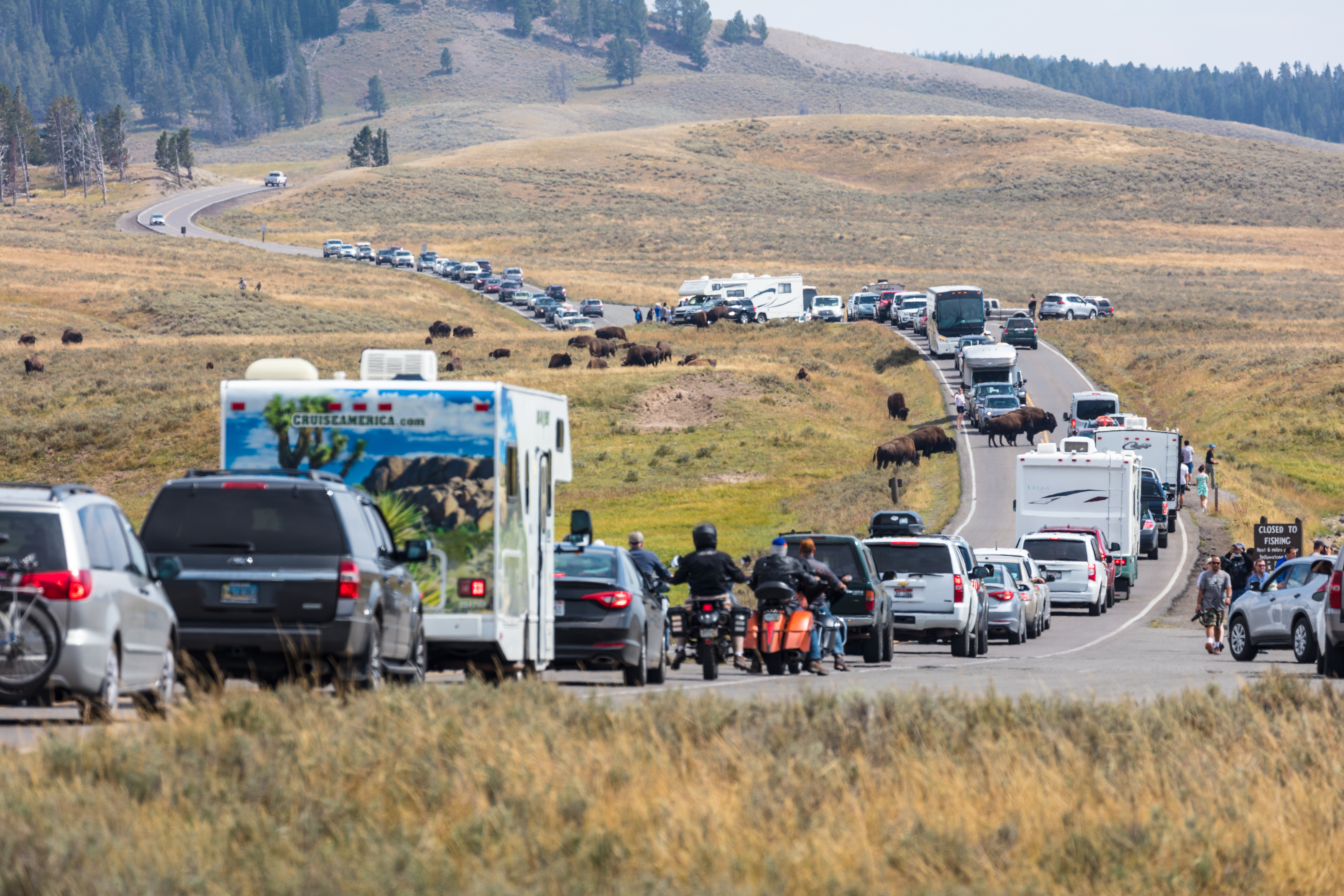
Touristischer Betrieb entlang der Grand Loop Road im Hayden Valley

Die Grand Loop Road verläuft nun für knapp 30 km am Ufer des Yellowstone Lake in überwiegend nordöstlicher Richtung entlang, passiert die Siedlungen Bridge Bay und Lake Village und erreicht bei Fishing Bridge ihren östlichsten Punkt. In der Nähe des nördlichen Seeufers passiert die Straße das Lake Hotel und den Lake Fish Hatchery Historic District, bevor westlich von Fishing Bridge die East Entrance Road nach Osten abbiegt, den Yellowstone River überquert, und durch die Absaroka Range in Richtung Cody verläuft. Die Grand Loop Road folgt nun dem Yellowstone River nach Norden ins Hayden Valley, passiert den Mud Volcano und nähert sich dem Grand Canyon of the Yellowstone. Die Straße passiert die Schlucht auf westlicher Seite unweit der Upper Falls, bietet aber Anschluss an den South Rim Drive sowie den North Rim Drive, die Zufahrt zu den Aussichtspunkten entlang des Canyons ermöglichen. Die Grand Loop Road überquert den Cascade Creek oberhalb der Crystal Falls und erreicht dann die Siedlung Canyon Village, wo erneut die Norris Canyon Road nach Westen abbiegt und zurück nach Norris Junction verläuft.

### Canyon Village bis Mammoth Hot Springs

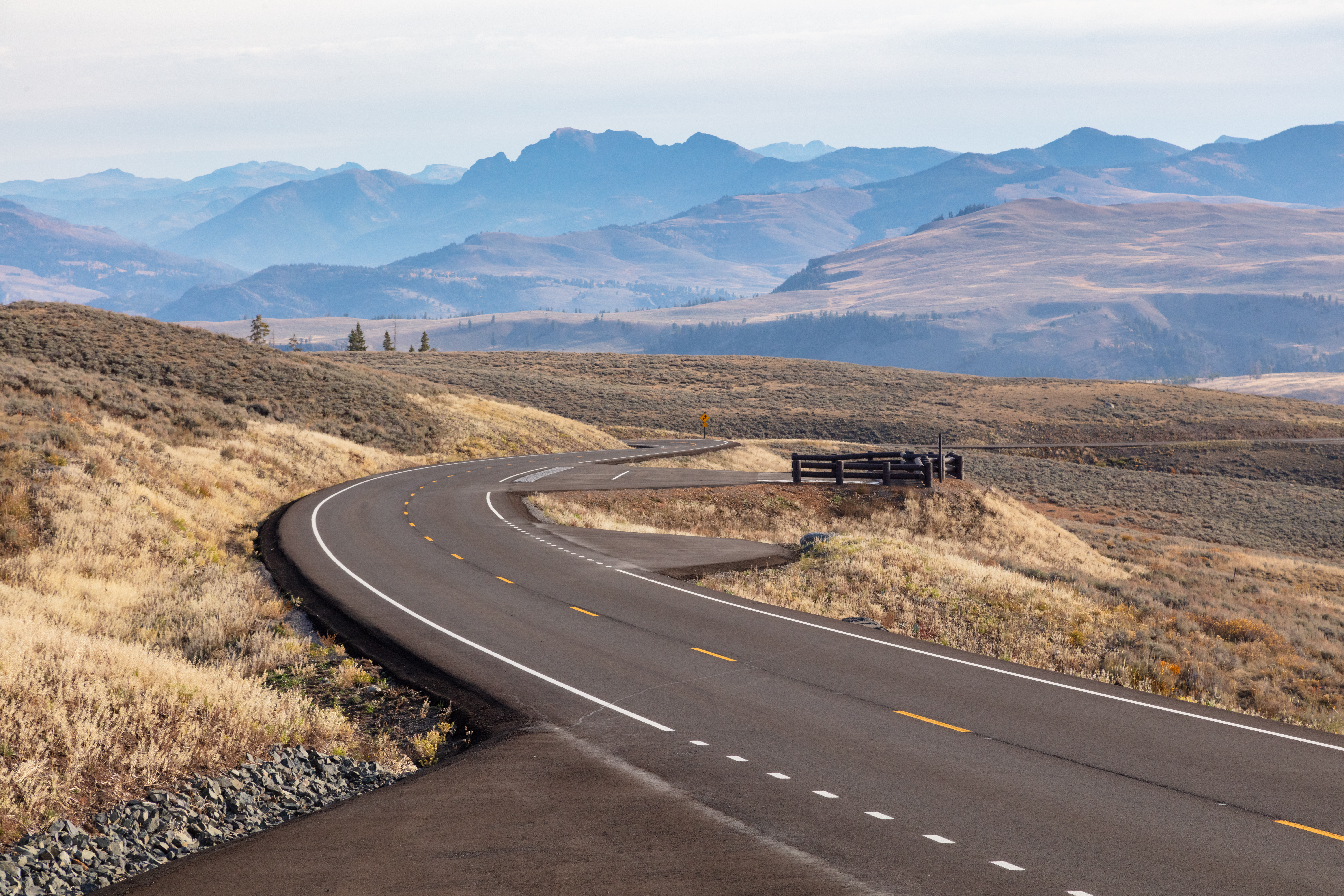
Grand Loop Road im Verlauf durch die Washburn Range

Hinter Canyon Village führt die Grand Loop Road in steilerem Verlauf bergauf in die Washburn Range und erreicht am 2700 m hohen Dunraven Pass zwischen Dunraven Peak und Mount Washburn ihren höchsten Punkt. Von dort verläuft die Straße zunächst westlich, später nördlich des Mount Washburn hinab bis in das Tal des Tower Creek, der südlich von Tower Junction in den Yellowstone River mündet. Die Grand Loop Road überquert den Tower Creek auf der historischen Tower Creek Bridge unmittelbar oberhalb des Tower Fall, passiert die Overhanging Cliff und erreicht wenige Kilometer später Tower Junction, das südwestlich der Mündung des Lamar River in den Yellowstone River liegt. Hier zweigt die Northeast Entrance Road ab, die durch das Lamar Valley bis nach Cooke City und weiter als Beartooth Highway durch die Beartooth Mountains bis nach Red Lodge, Montana, verläuft. Die Grand Loop Road verläuft hinter Tower Junction in nordwestliche Richtung über das Blacktail Plateau zurück in die Gallatin Range, passiert im weiteren Verlauf die Wraith Falls sowie die Undine Falls und folgt dem Canyon des Lava Creek hinab in Richtung Mammoth Hot Springs. Kurz vor Mammoth überquert die Grand Loop Road den Gardner River auf der Gardner River Bridge und endet nach insgesamt 230 km wieder in an ihrem nördlichsten Punkt in Mammoth Hot Springs.

## Bauwerke
Neben der eigentlichen Straße sind insgesamt neun im Straßenverlauf integrierte Brücken als Teil des Grand Loop Road Historic District in das National Register of Historic Places eingetragen worden:
- Gardner River Bridge – 1939 erbaut, führt über den Gardner River südöstlich von Mammoth Hot Springs. Entworfen von Guy James aus Tulsa, Oklahoma und erbaut durch Peter Kiewit Sons aus Omaha. Ersetzte eine im Jahr 1905 erbaute Brücke.[1][5]
- Gibbon River Bridge #2 – 1938 erbaut, führt über den Gibbon River, 8 km südlich von Norris Junction. Entworfen vom Bureau of Public Roads und durch Strong and Grant aus Springville, Utah, erbaut. Ersetzte eine im Jahr 1910 durch das U.S. Army Corps of Engineers gebaute Brücke.[1][6]
- Gibbon River Bridge #3 – 1938 erbaut, führt über den Gibbon River, 10 km südlich von Norris Junction. Entworfen vom Bureau of Public Roads und durch Strong and Grant aus Springville, Utah, erbaut.[1][7]
- Isa Lake Bridge – 1942 nach mehrjährigen Streitigkeiten erbaut, führt über den Isa Lake am Craig Pass und damit über die kontinentale Wasserscheide.[1][8]
- Lava Creek Bridge – 1933 erbaut, führt über den Lava Creek oberhalb der Undine Falls. Entworfen von Kenneth McCarter und dem Bureau of Public Roads und durch S. J. Groves and Sons erbaut[1][9]
- Nez Perce Creek Bridge – 1935 erbaut, führt über den Nez Perce Creek nördlich des Unteren Geysir-Beckens. Durch die McLaughlin Construction Company aus Livingston erbaut. Wurde 1996-97 erneuert.[1][10]
- Otter Creek Bridge – 1935 erbaut, führt über den Otter Creek an dessen Mündung in den Yellowstone, südlich von Canyon Village. Ersetzte eine im Jahr 1914 erbaute Brücke.[1][11]
- Seven Mile Bridge – 1932 erbaut, führt über den Gardner River westlich der Sheepeater Cliffs. Entworfen vom Bureau of Public Roads und durch Stevens Brothers aus Saint Paul erbaut.[1][12]
- Tower Creek Bridge – 1933 erbaut, führt über den Tower Creek oberhalb des Tower Fall. Entworfen vom Bureau of Public Roads sowie A. O. Stinson und L. A. Hamilton und durch die McLaughlin Construction Company aus Livingston erbaut.[1][13]

Gardner River Bridge
Isa Lake Bridge
Lava Creek Bridge
Nez Perce Bridge
Seven Mile Bridge
Tower Creek Bridge

## Belege
1. 1 2 3 4 5 6 7 8 9 10  National Register of Historic Places Registration Form. National Park Service, 23. Dezember 2003, abgerufen am 19. April 2024 (englisch).
2. ↑  Grand Loop Road Historic District. Abgerufen am 19. April 2024.
3. ↑  Yellowstone National Park History. 13. Mai 2008, archiviert vom Original (nicht mehr online verfügbar) am 13. Mai 2008; abgerufen am 19. April 2024.  Info: Der Archivlink wurde automatisch eingesetzt und noch nicht geprüft. Bitte prüfe Original- und Archivlink gemäß Anleitung und entferne dann diesen Hinweis.
4. 1 2 3 4 5 6  Yellowstone NP: History of Construction of the Road System (Chapter 1). Abgerufen am 19. April 2024.
5. ↑  Historic American Engineering Record: Gardner River Bridge, Spanning Gardner River at North Entrance Road, Lake, Teton County, WY. Abgerufen am 19. April 2024 (englisch).
6. ↑  Historic American Engineering Record: Gibbon River Bridge No. 1, Spanning Gibbon River at Grand Loop Road, Lake, Teton County, WY. Abgerufen am 19. April 2024 (englisch).
7. ↑  Historic American Engineering Record: Gibbon River Bridge No. 2, Spanning Gibbon River at Grand Loop Road, Lake, Teton County, WY. Abgerufen am 19. April 2024 (englisch).
8. ↑  Historic American Engineering Record: Isa Lake Bridge, Spanning Isa Lake at Grand Loop Road, Lake, Teton County, WY. Abgerufen am 19. April 2024 (englisch).
9. ↑  Historic American Engineering Record: Lava Creek Bridge, Spanning Lava Creek at Grand Loop Road, Lake, Teton County, WY. Abgerufen am 19. April 2024 (englisch).
10. ↑  Historic American Engineering Record: Nez Perce Bridge, Spanning Nez Perce Creek at Grand Loop Road, Lake, Teton County, WY. Abgerufen am 19. April 2024 (englisch).
11. ↑  Historic American Engineering Record: Otter Creek Bridge No. 1, Spanning Otter Creek at Grand Loop Road, Lake, Teton County, WY. Abgerufen am 19. April 2024 (englisch).
12. ↑  Historic American Engineering Record: Seven Mile Bridge, Spanning Gardner River at Grand Loop Road, Lake, Teton County, WY. Abgerufen am 19. April 2024 (englisch).
13. ↑  Historic American Engineering Record: Tower Creek Bridge, Spanning Tower Creek at Grand Loop Road, Lake, Teton County, WY. Abgerufen am 19. April 2024 (englisch).